# هليو باتيستا
هليو باتيستا هو لاعب كرة قدم برازيلي في مركز الهجوم، ولد في 20 فبراير 1973. لعب مع ألانيا وريد بل براغانتينو.